# Anne Reinecke

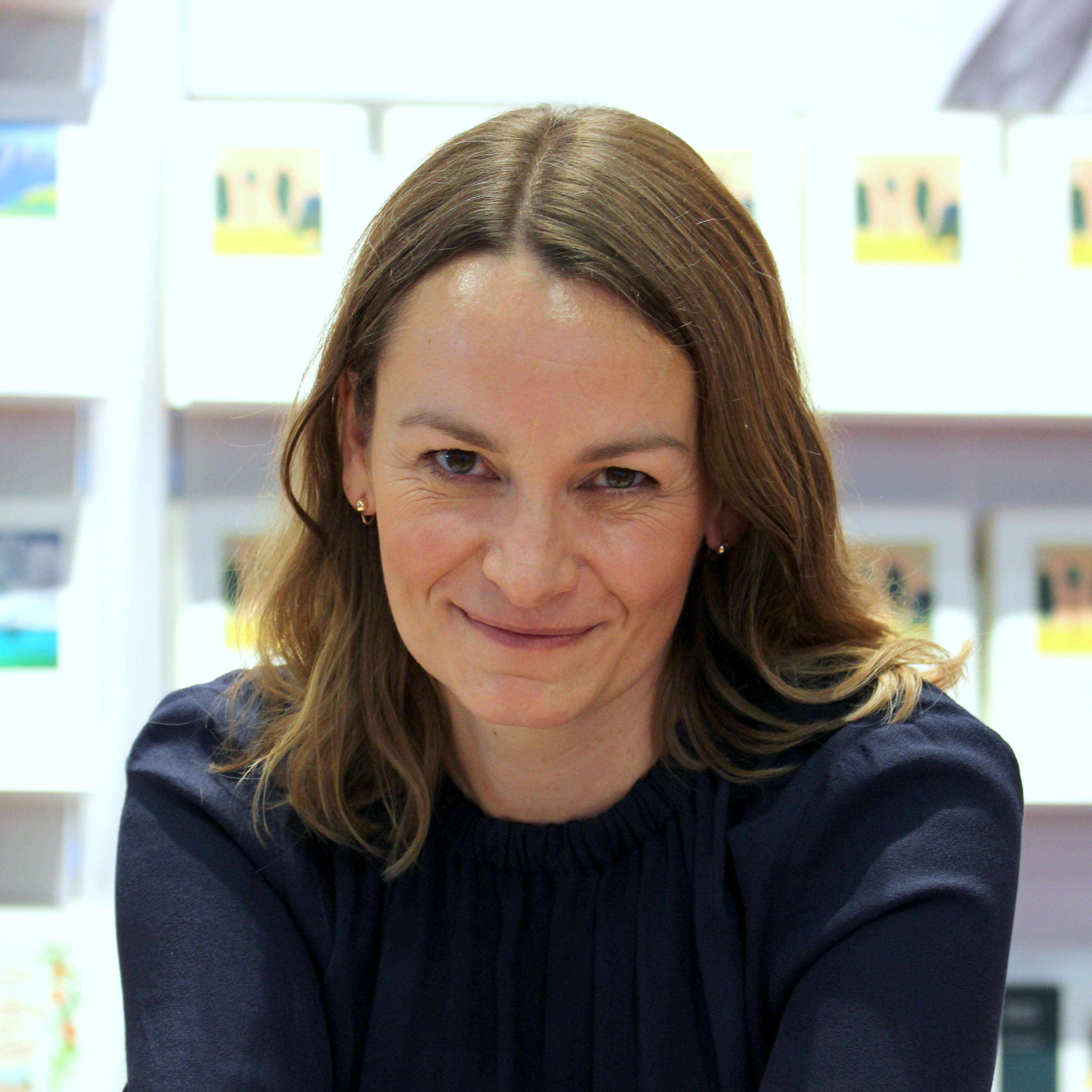
Anne Reinecke auf der Frankfurter Buchmesse 2018

Anne Reinecke (* 1978) ist eine deutsche Schriftstellerin.

## Leben
Anne Reinecke, geboren 1978, hat Kunstgeschichte und Neuere deutsche Literaturwissenschaft studiert. Sie arbeitete für verschiedene Theater-, Film- und Ausstellungsprojekte sowie als Stadtführerin in Berlin. Ihr Debütroman Leinsee erschien im Februar 2018 im Diogenes Verlag. Für das Manuskript wurde sie mit einem Stipendium der Autorenwerkstatt Prosa des Literarischen Colloquiums Berlin ausgezeichnet.
Anne Reinecke lebt mit ihrem Mann und ihrem Sohn in Berlin.

## Werke
- Leinsee. Diogenes Verlag, Zürich 2018, ISBN 978-3-257-07014-9.
- Hinter den Mauern der Ozean, Zürich 2024, ISBN 978-3-257-07316-4.

## Auszeichnungen
- Leinsee nominiert für den Debütpreis der lit.Cologne, 2018
- Stipendium der Autorenwerkstatt Prosa des Literarischen Colloquiums Berlin für das Manuskript Leinsee, 2012